# Castelletto Merli
Castelletto Merli là một đô thị ở tỉnh Alessandria trong vùng Piedmont, Italia, cự ly khoảng 40 km về phía đông Torino và khoảng 35 km về phía đông bắc Alessandria. Tại thời điểm ngày 31 tháng 12 năm 2004, đô thị này có dân số 499 người và diện tích 11,8 km².
Castelletto Merli giáp các đô thị: Alfiano Natta, Cerrina Monferrato, Mombello Monferrato, Moncalvo, Odalengo Piccolo, và Ponzano Monferrato.